# Júbilo Iwata
Maillots
Actualités
Júbilo Iwata (ジュビロ磐田) est un club japonais de football basé à Iwata, dans la préfecture de Shizuoka. Le club évolue en J. League 1.

## Historique
Fondé en 1972 en tant que club de football de Yamaha Motor FC, il devient membre associé de la J League en 1994 et change le nom de l'équipe en Júbilo Iwata. Le nom de l'équipe "Júbilo" signifie "délice" en portugais et en espagnol. Il exprime la volonté de donner des rêves et de l'excitation à tous, y compris les supporters. L'emblème représente le moucherolle du paradis japonais, un oiseau de la préfecture de Shizuoka, et est centré autour de la lune, du soleil et des étoiles en relation avec son cri. Les ceintures bleues en haut et en bas symbolisent les quatre principaux fleuves de la préfecture, y compris la rivière Tenryu qui traverse la ville d'Iwata.
Après 3 J.League gagné de 1997 à 2002, une coupe de l'Empereur en 2003, deux coupe de la ligue en 1998 et 2010 et trois supercoupe du japon de 2000 à 2004 et la ligue des champions de l'AFC de 1999 le club est relégué pour la première fois en J.League 2 en 2013 pour remonter en 2015.
Et après une nouvelle relégation en 2019 le club revient dans l'élite japonais en finissant champions 2021 de la J.League 2.

## Palmarès
| Compétitions nationales | Compétitions internationales |
| - Championnat du Japon (3) - Champion : 1997, 1999 et 2002 - Vice-champion : 1998, 2001 et 2003 - Coupe du Japon (2) - Vainqueur : 1982 et 2003 - Finaliste : 1989 et 2004 - Coupe de la Ligue (2) - Vainqueur : 1998 et 2010 - Finaliste : 1994, 1997 et 2001 - Supercoupe du Japon (3) - Vainqueur : 2000, 2003 et 2004 - Finaliste : 1998 - Championnat du Japon de deuxième division (1) - Champion : 2021 - Vice-champion : 2015 et 2023 | - Ligue des champions de l'AFC (1) - Vainqueur : 1999 - Finaliste : 2000 et 2001 - Supercoupe d'Asie (1) - Vainqueur : 1999 - Coupe Levain (1) - Vainqueur : 2011 |

## Joueurs et personnalités du club

### Entraîneurs
Le tableau suivant présente la liste des entraîneurs du club depuis 1972.
| Rang | Nom                 | Période   |
| ---- | ------------------- | --------- |
| 1    | Tadanori Arata      | 1972-1973 |
| 2    | Ryuichi Sugiyama    | 1974-1987 |
| 3    | Kikuo Konagaya      | 1987-1991 |
| 4    | Kazuaki Nagasawa    | 1991-1993 |
| 5    | Hans Ooft           | 1994-1996 |
| 6    | Luiz Felipe Scolari | 1997      |
| 7    | Takashi Kuwahara    | 1997      |
| 8    | Valmir Louruz       | 1998      |

| Rang | Nom                 | Période   |
| ---- | ------------------- | --------- |
| 9    | Takashi Kuwahara    | 1999      |
| 10   | Gjoko Hadžievski    | 2000      |
| 11   | Masakazu Suzuki     | 2000-2002 |
| 12   | Masaaki Yanagishita | 2003      |
| 13   | Takashi Kuwahara    | 2004      |
| 14   | Masakazu Suzuki     | 2004      |
| 15   | Masakuni Yamamoto   | 2004-2006 |
| 16   | Adílson Batista     | 2006-2007 |

| Rang | Nom                 | Période            |
| ---- | ------------------- | ------------------ |
| 17   | Atsushi Uchiyama    | 2007-2008          |
| 18   | Hans Ooft           | 2008               |
| 19   | Masaaki Yanagishita | 2009-2011          |
| 20   | Hitoshi Morishita   | 2012-2013          |
| 21   | Tetsu Nagasawa      | 2013               |
| 22   | Takashi Sekizuka    | 2013-2014          |
| 23   | Péricles Chamusca   | 2014               |
| 24   | Hiroshi Nanami      | sep 2014-juin 2019 |

| Rang | Nom              | Période             |
| ---- | ---------------- | ------------------- |
| 25   | Hideto Suzuki    | juil 2019-août 2019 |
| 26   | Minoru Kobayashi | août 2019           |
| 27   | Fernando Jubero  | août 2019-oct 2020  |
| 28   | Masakazu Suzuki  | oct 2020-2022       |
| 29   | Akira Ito        | 2022-               |
|      |                  |                     |

## Bilan saison par saison
Ce tableau présente les résultats par saison du Júbilo Iwata dans les diverses compétitions nationales et internationales depuis la saison 1994.
| Saison | Championnat | Championnat | Championnat | Championnat | Championnat | Championnat | Championnat | Championnat | Championnat | Championnat | Coupe du Japon      | Coupe de la Ligue | Supercoupe | Coupes d'Asie   |
| Saison | Division    | Pos         | Pts         | J           | V           | N           | D           | BP          | BC          | Diff.       | Coupe du Japon      | Coupe de la Ligue | Supercoupe | Coupes d'Asie   |
| ------ | ----------- | ----------- | ----------- | ----------- | ----------- | ----------- | ----------- | ----------- | ----------- | ----------- | ------------------- | ----------------- | ---------- | --------------- |
| 1994   | J1 League   | 8e          | 20          | 44          | 20          | -           | 24          | 56          | 69          | -13         | 1er tour            | Finaliste         | -          | -               |
| 1995   | J1 League   | 5e          | 85          | 52          | 28          | -           | 24          | 88          | 77          | +11         | 2e tour             | -                 | -          | -               |
| 1996   | J1 League   | 4e          | 62          | 30          | 20          | -           | 10          | 53          | 38          | +15         | 3e tour             | Phase de groupe   | -          | -               |
| 1997   | J1 League   | 1er         | 56          | 32          | 23          | -           | 8           | 72          | 35          | +37         | Demi-finales        | Finaliste         | -          | -               |
| 1998   | J1 League   | 1er         | 78          | 34          | 26          | -           | 8           | 107         | 43          | +68         | Quarts de finale    | Vainqueur         | Finaliste  | -               |
| 1999   | J1 League   | 5e          | 49          | 30          | 17          | 1           | 12          | 52          | 42          | +10         | Quarts de finale    | Quarts de finale  | -          | Vainqueur       |
| 2000   | J1 League   | 4e          | 55          | 30          | 19          | 0           | 11          | 67          | 42          | +25         | Quarts de finale    | Quarts de finale  | Vainqueur  | Finaliste       |
| 2001   | J1 League   | 1er         | 71          | 30          | 26          | 1           | 3           | 63          | 26          | +37         | 4e tour             | Finaliste         | -          | Finaliste       |
| 2002   | J1 League   | 1er         | 71          | 30          | 26          | 1           | 3           | 72          | 30          | +42         | Quarts de finale    | Quarts de finale  | -          | -               |
| 2003   | J1 League   | 2e          | 57          | 30          | 16          | 9           | 5           | 56          | 34          | +22         | Vainqueur           | Demi-finales      | Vainqueur  | -               |
| 2004   | J1 League   | 5e          | 48          | 30          | 14          | 6           | 10          | 54          | 44          | +10         | Finaliste           | Phase de groupe   | Vainqueur  | Phase de groupe |
| 2005   | J1 League   | 6e          | 51          | 34          | 14          | 9           | 11          | 51          | 41          | +10         | Quarts de finale    | Quarts de finale  | -          | Phase de groupe |
| 2006   | J1 League   | 5e          | 58          | 34          | 17          | 7           | 10          | 68          | 51          | +17         | Quarts de finale    | Quarts de finale  | -          | -               |
| 2007   | J1 League   | 9e          | 49          | 34          | 15          | 4           | 15          | 54          | 55          | -1          | 5e tour             | Phase de groupe   | -          | -               |
| 2008   | J1 League   | 16e         | 37          | 34          | 10          | 7           | 17          | 40          | 48          | -8          | 5e tour             | Phase de groupe   | -          | -               |
| 2009   | J1 League   | 11e         | 41          | 34          | 11          | 8           | 15          | 50          | 60          | -10         | 4e tour             | Phase de groupe   | -          | -               |
| 2010   | J1 League   | 11e         | 44          | 34          | 11          | 11          | 12          | 38          | 49          | -11         | 4e tour             | Vainqueur         | -          | -               |
| 2011   | J1 League   | 8e          | 47          | 34          | 13          | 8           | 13          | 53          | 45          | +8          | 3e tour             | Quarts de finale  | -          | Finaliste       |
| 2012   | J1 League   | 12e         | 46          | 34          | 13          | 7           | 14          | 57          | 53          | +4          | 4e tour             | Phase de groupe   | -          | -               |
| 2013   | J1 League   | 17e         | 23          | 34          | 4           | 11          | 19          | 40          | 56          | -16         | 3e tour             | Phase de groupe   | -          | -               |
| 2014   | J2 League   | 4e          | 67          | 42          | 18          | 13          | 11          | 67          | 55          | +12         | Huitièmes de finale | -                 | -          | -               |
| 2015   | J2 League   | 2e          | 82          | 42          | 24          | 10          | 8           | 72          | 43          | +29         | 2e tour             | -                 | -          | -               |
| 2016   | J1 League   | 13e         | 36          | 34          | 8           | 12          | 14          | 37          | 50          | -13         | 3e tour             | Phase de groupe   | -          | -               |
| 2017   | J1 League   | 6e          | 58          | 34          | 16          | 10          | 8           | 50          | 30          | +20         | Quarts de finale    | Phase de groupe   | -          | -               |
| 2018   | J1 League   | 16e         | 41          | 34          | 10          | 11          | 13          | 35          | 48          | -13         | Quarts de finale    | Tour préliminaire | -          | -               |
| 2019   | J1 League   | 18e         | 31          | 34          | 8           | 7           | 19          | 29          | 51          | -22         | Huitièmes de finale | Tour préliminaire | -          | -               |
| 2020   | J2 League   | 6e          | 63          | 42          | 16          | 15          | 11          | 58          | 47          | +11         | -                   | -                 | -          | -               |
| 2021   | J2 League   | 1er         | 91          | 42          | 27          | 10          | 5           | 75          | 42          | +33         | Quarts de finale    | -                 | -          | -               |
| 2022   | J1 League   | 18e         | 30          | 34          | 6           | 12          | 16          | 32          | 57          | -25         | 4e tour             | Phase de groupe   | -          | -               |
| 2023   | J2 League   | 2e          | 75          | 42          | 21          | 12          | 9           | 74          | 44          | +30         | 3e tour             | Phase de groupe   | -          | -               |
| 2024   | J1 League   | 18e         | 38          | 38          | 10          | 8           | 20          | 47          | 68          | -21         | 2e tour             | 1er tour          | -          | -               |
| Saison | Division    | Pos         | Pts         | J           | V           | N           | D           | BP          | BC          | Diff.       | Coupe du Japon      | Coupe de la Ligue | Supercoupe | Coupes d'Asie   |
| Saison | Championnat |             |             |             |             |             |             |             |             |             | Coupe du Japon      | Coupe de la Ligue | Supercoupe | Coupes d'Asie   |